# Václav Tille

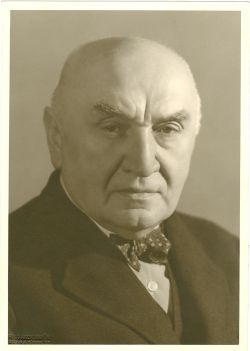
Václav Tille

Václav Tille (* 16. Februar 1867 in Tábor; † 26. Juni 1937 in Prag) war ein tschechischer Literaturhistoriker, Ethnograph, Komparatist und Schriftsteller. In seinen literarischen Werken verwendete er das Pseudonym Václav Říha.

## Leben und Werk
Václav Tille war ein Mensch mit einem breiten Spektrum von Interessen, die sich jedoch immer wieder auf die Geschichte der Volksliteratur, der überlieferten Sagen, Märchen und Geschichten konzentrierten. Er gehörte schließlich zu den berühmtesten Kennern dieses Genres in Tschechien.
Tille durchlief die typische wissenschaftliche Laufbahn, indem er Slawistik und Romanistik an der Karls-Universität Prag und in Paris studierte. Dabei übten auf ihn die Gedanken des Historikers Jan Gebauer großen Einfluss aus. Bis 1912 arbeitete er als Bibliothekar in der Universitätsbücherei und wurde in diesem Jahr Nachfolger von Jaroslav Vrchlický, als man ihn zum ordentlichen Professor für vergleichende Literaturgeschichte berief.
In den 80er Jahren des 19. Jahrhunderts entdeckte er für sich die Landschaft der Region Walachei, die er regelmäßig besuchte. Dabei widmete er sich immer mehr dem Studium der Volkserzählung. Er war jedoch auch publizistisch tätig und schrieb Kritiken über Theaterpremieren und Beiträge für den kulturellen Teil von Zeitungen und Zeitschriften. Von seinen Studienreisen ins Ausland brachte er das ermittelte Wissen in die Organisation der Universität mit ein und beteiligte sich rege an wissenschaftlichen und öffentlichen Diskussionen.
Bei seinen Interpretationen von Volksmärchen versuchte er, diese vor allem von späteren Hinzufügungen und Interpretationen zu befreien und somit den ursprünglichen Kern der Erzählung zu erhalten. Hierzu schrieb er 1909 seine Analytische Studie des tschechischen Märchens seit 1848, in der er die wissenschaftlichen Arbeiten von Karel Jaromír Erben und Božena Němcová vertiefte. 
Sein methodisches Werk ist sein Soupis českých pohádek (1929–1934; Bestandsverzeichnis tschechischer Märchen). Seine eigenen Märchen schrieb er unter dem Namen Václav Říha. Unter diesem Namen ist er auch dem breiten Publikum bekannt. Seine Erzählungen sind ein Bekenntnis zur klassischen Form der folkloristischen Inspiration. Seine Werke insgesamt sind eine umfangreiche Materialsammlung, die in zahlreichen Monographien und Fachveröffentlichungen publiziert wurden. Seine Arbeit setzte Albert Pražák fort.